# Camponotus latangulus
Camponotus latangulus é uma espécie de inseto do gênero Camponotus, pertencente à família Formicidae.